# マグダレーナ・ジビュレ・フォン・ザクセン
マグダレーナ・ジビュレ・フォン・ザクセン（Magdalena Sibylle von Sachsen, 1617年12月23日 - 1668年1月6日）は、ドイツのザクセン選帝侯家（アルベルティン家）の公女で、デンマーク＝ノルウェー王太子クリスチャンの妻。のち、ザクセン＝アルテンブルク公フリードリヒ・ヴィルヘルム2世の2番目の妻となった。

## 生涯
ザクセン選帝侯ヨハン・ゲオルク1世とその2番目の妻でプロイセン公アルブレヒト・フリードリヒの娘マグダレーナ・ジビュレの間の第8子、三女として生まれた。1634年にデンマーク王太子クリスチャンと結婚したが、間に子供の無いまま1647年に死別した。1652年にザクセン＝アルテンブルク公フリードリヒ・ヴィルヘルム2世と再婚した。1668年に死去し、アルテンブルク城（Schloss Altenburg）の公爵家霊廟に葬られた。

## 子女
2番目の夫フリードリヒ・ヴィルヘルム2世との間に2男1女の3人の子女をもうけた。
- クリスティアン（1654年 - 1663年）
- ヨハンナ・マグダレーナ（1656年 - 1686年） - 1671年、ザクセン＝ヴァイセンフェルス公ヨハン・アドルフ1世と結婚
- フリードリヒ・ヴィルヘルム3世（1657年 - 1672年） - ザクセン＝アルテンブルク公